# Isländische Badminton-Mannschaftsmeisterschaft 2023
Die Isländische Badminton-Mannschaftsmeisterschaft 2023 fand im Modus „Jeder gegen jeden“ vom 4. Dezember 2022 bis zum 23. April 2023 an mehreren Orten in Island statt. Meister wurde das Team von Tennis- og Badmintonfélag Reykjavíkur.

## Endstand
| Platz | Team | Punkte | Spiele | G | U | V | Spielpunkte |   |    | Sätze |   |    | Bälle |   |     |
| ----- | ---- | ------ | ------ | - | - | - | ----------- | - | -- | ----- | - | -- | ----- | - | --- |
| 1     | TBR  | 8      | 4      | 4 | 0 | 0 | 18          | - | 2  | 37    | - | 3  | 833   | - | 568 |
| 2     | BH A | 4      | 4      | 2 | 0 | 2 | 11          | - | 9  | 23    | - | 19 | 769   | - | 672 |
| 3     | BH B | 0      | 4      | 0 | 0 | 4 | 1           | - | 19 | 0     | - | 38 | 436   | - | 798 |